# Calcio ai Giochi della XXIII Olimpiade
Il torneo di calcio della XXIII Olimpiade fu il diciottesimo torneo olimpico ed il nono ad essere disputato dalle nazionali olimpiche. Si svolse dal 29 luglio all'11 agosto 1984 in quattro città (Pasadena, Annapolis, Palo Alto ed Boston) e vide la vittoria per la prima volta della Francia.
Per la prima volta venne autorizzato l'impiego di giocatori professionisti, ma le nazionali europee e sudamericane avrebbero potuto convocare solo quelli che non avevano mai giocato in una partita del campionato mondiale di calcio, qualificazioni incluse.

## Squadre partecipanti
Cecoslovacchia, Germania Est ed Unione Sovietica boicottarono i Giochi olimpici assieme ad altri Stati aderenti al Patto di Varsavia e specularmente a quanto avvenuto quattro anni prima da parte degli Stati aderenti al Patto atlantico. Vennero sostituite rispettivamente da Italia, Germania Ovest e Norvegia.
Nota bene: nella tabella sottostante si tengono conto solo delle partecipazioni e dei piazzamenti ottenuti dalle nazionali olimpiche.
| Squadre        | Confederazione | Data di qualificazione certa | Motivo della partecipazione                                          | Ultima apparizione     | Miglior risultato                                         |
| -------------- | -------------- | ---------------------------- | -------------------------------------------------------------------- | ---------------------- | --------------------------------------------------------- |
| Stati Uniti    | CONCACAF       | 18 maggio 1978               | Rappresentativa nazionale del paese organizzatore                    | Monaco di Baviera 1972 | Quarti di finale (Melbourne 1956)                         |
| Arabia Saudita | AFC            | -                            | Vincitrice del gruppo 1 del secondo turno                            | Esordiente             | -                                                         |
| Brasile        | CONMEBOL       | -                            | 1º classificato nel gruppo unico della fase finale di qualificazione | Montréal 1976          | Quarto posto (Montréal 1976)                              |
| Camerun        | CAF            | -                            | Vincitore dello spareggio 2 del terzo turno di qualificazione        | Esordiente             | -                                                         |
| Canada         | CONCACAF       | -                            | 2ª classificata nel gruppo unico del terzo turno di qualificazione   | Montréal 1976          | Primo turno (Montréal 1976)                               |
| Cile           | CONMEBOL       | -                            | 2ª classificata nel gruppo unico della fase finale di qualificazione | Helsinki 1952          | Turno di qualificazione (Helsinki 1952)                   |
| Costa Rica     | CONCACAF       | -                            | 1ª classificata nel gruppo unico del terzo turno di qualificazione   | Mosca 1980             | Primo turno (Mosca 1980)                                  |
| Egitto         | CAF            | -                            | Vincitore dello spareggio 1 del terzo turno di qualificazione        | Tokyo 1964             | Quarto posto (Tokyo 1964)                                 |
| Francia        | UEFA           | -                            | Vincitrice del gruppo 4 di qualificazione                            | Montréal 1976          | Quarti di finale (Città del Messico 1968 e Montréal 1976) |
| Germania Ovest | UEFA           | -                            | Sostituzione del Germania Est                                        | Monaco di Baviera 1972 | Quarto posto (Helsinki 1952)                              |
| Iraq           | AFC            | -                            | Vincitore del spareggio del secondo turno di qualificazione          | Mosca 1980             | Quarti di finale (Mosca 1980)                             |
| Italia         | UEFA           | -                            | Sostituzione della Cecoslovacchia                                    | Roma 1960              | Quarto posto (Roma 1960)                                  |
| Jugoslavia     | UEFA           | -                            | Vincitore del gruppo 3 di qualificazione                             | Mosca 1980             | Oro (Roma 1960)                                           |
| Marocco        | CAF            | -                            | Vincitore dello spareggio 3 del terzo turno di qualificazione        | Monaco di Baviera 1972 | Secondo turno (Monaco di Baviera 1972)                    |
| Norvegia       | UEFA           | -                            | Sostituzione dell'Unione Sovietica                                   | Helsinki 1952          | Ottavi di finale (Helsinki 1952)                          |
| Qatar          | AFC            | -                            | Vincitore dello gruppo 2 del secondo turno                           | Esordiente             | -                                                         |

## Stadi
| Città     | Stadio                             | Capacità |
| --------- | ---------------------------------- | -------- |
| Pasadena  | Rose Bowl                          | 91.000   |
| Palo Alto | Stanford Stadium                   | 50.000   |
| Boston    | Harvard Stadium                    | 30.000   |
| Annapolis | Navy-Marine Corps Memorial Stadium | 34.000   |

## Formula
Le sedici squadre vennero divise in quattro gironi all'italiana di quattro squadre ciascuno.
Le prime due classificate di ogni girone si sarebbero qualificate per la fase ad eliminazione diretta, composta da quarti di finale, semifinali, finale per il 3º posto e per il 1º posto.

## Risultati

### Fase a gruppi

#### Gruppo A
| Squadra  | P.ti | G | V | N | P | GF | GS | DR |
| -------- | ---- | - | - | - | - | -- | -- | -- |
| Francia  | 4    | 3 | 1 | 2 | 0 | 5  | 4  | +1 |
| Cile     | 4    | 3 | 1 | 2 | 0 | 2  | 1  | +1 |
| Norvegia | 3    | 3 | 1 | 1 | 1 | 3  | 2  | +1 |
| Qatar    | 1    | 3 | 0 | 1 | 2 | 2  | 5  | -3 |

| Boston 29 luglio 1984, ore 19:30 UTC-5 | Norvegia | 0 – 0 referto | Cile | Harvard Stadium\| Arbitro: \| Socha \| |
| Arbitro:                               | Socha    |               |      |                                        |

| Arbitro: | Arppi Filho |

|                        |           |                       |
| Garande 43’ Xuereb 61’ | Marcatori | 55’, 60’ Al-Muhannadi |

| Arbitro: | Roth |

|            |           |                |
| Ahlsen 33’ | Marcatori | 5’, 56’Brisson |

| Arbitro: | Siles |

|           |           |  |
| Baeza 52’ | Marcatori |  |

| Arbitro: | Kalombo |

|  |           |                 |
|  | Marcatori | 21’, 52’ Vaadal |

| Arbitro: | Keizer |

|           |           |             |
| Santis 9’ | Marcatori | 50’ Lemoult |

#### Gruppo B
| Squadra    | P.ti | G | V | N | P | GF | GS | DR |
| ---------- | ---- | - | - | - | - | -- | -- | -- |
| Jugoslavia | 6    | 3 | 3 | 0 | 0 | 7  | 3  | +4 |
| Canada     | 3    | 3 | 1 | 1 | 1 | 4  | 3  | +1 |
| Camerun    | 2    | 3 | 1 | 0 | 2 | 3  | 5  | -2 |
| Iraq       | 1    | 3 | 0 | 1 | 2 | 3  | 6  | -3 |

| Arbitro: | Díaz |

|          |           |           |
| Gray 70’ | Marcatori | 83’ Saeed |

| Arbitro: | Keizer |

|                           |           |           |
| Nikolić 39’ Cvetković 70’ | Marcatori | 32’ Milla |

| Arbitro: | Socha |

|            |           |  |
| Bahoken 7’ | Marcatori |  |

| Arbitro: | Hossameldin |

|             |           |  |
| Nikolić 76’ | Marcatori |  |

| Arbitro: | Barbaresco |

|           |           |                               |
| Mfédé 76’ | Marcatori | 43’, 82’ Mitchell 72’ Vrablic |

| Arbitro: | Sano |

|                      |           |                                   |
| Saeed 17’ Shihab 43’ | Marcatori | 55’, 76’, 87’ Deverić 86’ Nikolić |

#### Gruppo C
| Squadra        | P.ti | G | V | N | P | GF | GS | DR |
| -------------- | ---- | - | - | - | - | -- | -- | -- |
| Brasile        | 6    | 3 | 3 | 0 | 0 | 6  | 1  | +5 |
| Germania Ovest | 4    | 3 | 2 | 0 | 1 | 8  | 1  | +7 |
| Marocco        | 2    | 3 | 1 | 0 | 2 | 1  | 4  | -3 |
| Arabia Saudita | 0    | 3 | 0 | 0 | 3 | 1  | 10 | -9 |

| Arbitro: | Evangelista |

|                     |           |  |
| Rahn 43’ Brehme 52’ | Marcatori |  |

| Arbitro: | McGinlay |

|                                          |           |              |
| Gilmar Popoca 12’ Silvinho 50’ Dunga 59’ | Marcatori | 69’ Abdullah |

| Arbitro: | Cha Kyung-Bok |

|  |           |                   |
|  | Marcatori | 86’ Gilmar Popoca |

| Arbitro: | Sostarić |

|           |           |  |
| Merry 72’ | Marcatori |  |

| Arbitro: | Igna |

|  |           |                                                    |
|  | Marcatori | 8’, 66’ Schreier 22’, 72’ Bommer 24’ Rahn 32’ Mill |

| Arbitro: | Sánchez |

|  |           |                    |
|  | Marcatori | 64’ Dunga 70’ Kita |

#### Gruppo D
| Squadra     | P.ti | G | V | N | P | GF | GS | DR |
| ----------- | ---- | - | - | - | - | -- | -- | -- |
| Italia      | 4    | 3 | 2 | 0 | 1 | 2  | 1  | +1 |
| Egitto      | 3    | 3 | 1 | 1 | 1 | 5  | 3  | +2 |
| Stati Uniti | 3    | 3 | 1 | 1 | 1 | 4  | 2  | +2 |
| Costa Rica  | 2    | 3 | 1 | 0 | 2 | 2  | 7  | -5 |

| Arbitro: | Quiniou |

|                             |           |  |
| Davis 23’, 86’ Willrich 35’ | Marcatori |  |

| Arbitro: | Castro |

|            |           |  |
| Serena 63’ | Marcatori |  |

| Arbitro: | Márquez Ramírez |

|                                               |           |              |
| Khatib 32’ Sayed 35’ Soliman 62’ Gadallah 71’ | Marcatori | 87’ Coronado |

| Arbitro: | Al-Salmi |

|           |           |  |
| Fanna 58’ | Marcatori |  |

| Arbitro: | Romero |

|             |           |             |
| Soliman 27’ | Marcatori | 8’ Thompson |

| Arbitro: | Tesfaye |

|            |           |  |
| Rivers 33’ | Marcatori |  |

### Fase ad eliminazione diretta
|  | Quarti di finale   | Quarti di finale |         |            | Semifinali                | Semifinali                |  |  | Finale | Finale |
|  |                    |                  |         |            |                           |                           |  |  |        |        |
|  |                    |                  |         |            |                           |                           |  |  |        |        |
|  |                    |                  |         |            |                           |                           |  |  |        |        |
|  | 1D. Italia         | 1                |         |            |                           |                           |  |  |        |        |
|  | 1D. Italia         | 1                |         |            |                           |                           |  |  |        |        |
|  | 2A. Cile           | 0                |         |            |                           |                           |  |  |        |        |
|  | 2A. Cile           | 0                | Italia  | 1          |                           |                           |  |  |        |        |
|  |                    |                  | Italia  | 1          |                           |                           |  |  |        |        |
|  |                    | Brasile          | 2       |            |                           |                           |  |  |        |        |
|  | 1C. Brasile        | Brasile          | 2       | 1 (5)      |                           |                           |  |  |        |        |
|  | 1C. Brasile        |                  |         | 1 (5)      |                           |                           |  |  |        |        |
|  | 2B. Canada         | 1 (3)            |         |            |                           |                           |  |  |        |        |
|  | 2B. Canada         | 1 (3)            | Brasile | 0          |                           |                           |  |  |        |        |
|  |                    |                  | Brasile | 0          |                           |                           |  |  |        |        |
|  |                    | Francia          | 2       |            |                           |                           |  |  |        |        |
|  | 1A. Francia        | Francia          | 2       | 2          |                           |                           |  |  |        |        |
|  | 1A. Francia        |                  |         | 2          |                           |                           |  |  |        |        |
|  | 2D. Egitto         | 0                |         |            |                           |                           |  |  |        |        |
|  | 2D. Egitto         | 0                | Francia | 4          | Finale per il terzo posto | Finale per il terzo posto |  |  |        |        |
|  |                    |                  | Francia | 4          | Finale per il terzo posto | Finale per il terzo posto |  |  |        |        |
|  |                    | Jugoslavia       | 2       |            |                           |                           |  |  |        |        |
|  | 1B. Jugoslavia     | Jugoslavia       | 2       | 5          | Italia                    | 1                         |  |  |        |        |
|  | 1B. Jugoslavia     |                  |         | 5          | Italia                    | 1                         |  |  |        |        |
|  | 2C. Germania Ovest | 2                |         | Jugoslavia | 2                         |                           |  |  |        |        |
|  | 2C. Germania Ovest | 2                |         |            | 2                         |                           |  |  |        |        |
|  |                    |                  |         |            |                           |                           |  |  |        |        |
|  |                    |                  |         |            |                           |                           |  |  |        |        |

#### Quarti di finale
| Arbitro: | McGinlay |

|                    |           |  |
| Vignola 95’ (rig.) | Marcatori |  |

| Arbitro: | Cha Kyung-Bok |

|                 |           |  |
| Xuereb 29’, 52’ | Marcatori |  |

| Arbitro: | Siles |

|                   |                      |              |
| Gilmar Popoca 72’ | Marcatori            | 58’ Mitchell |
|                   | Tiri di rigore 5 – 3 |              |

| Arbitro: | Romero |

|                                                         |           |                          |
| Cvetković 21’, 58’, 70’ Radanović 27’ Gračan 46’ (rig.) | Marcatori | 1’ Bommer 28’ Bockenfeld |

#### Semifinali
| Arbitro: | Márquez Ramírez |

|                                                 |           |                           |
| Bijotat 7’ Jeannol 15’ Lacombe 106’ Xuereb 119’ | Marcatori | 63’ Cvetković 74’ Deverić |

| Arbitro: | Socha |

|           |           |                               |
| Fanna 62’ | Marcatori | 53’ Gilmar Popoca 95’ Ronaldo |

#### Finale per il 3º posto
| Arbitro: | McGinlay |

|                    |           |                        |
| Vignola 27’ (rig.) | Marcatori | 59’ Baljić 81’ Deverić |

#### Finale per il 1º posto
| Arbitro: | Keizer |

| |            | |
| | Marcatori  | 55’ Brisson 60’ Xuereb |
| · Gilmar Rinaldi · Ronaldo · Pinga · Mauro Galvão · Ademir · André Luís · Dunga · 58’ Kita · Gilmar Popoca · Silvinho · 58’ Tonho · A disposizione: · Paulo Santos · Luís Henrique · Winck · Davi · 58’ Chicão · 58’ Mílton Cruz | Formazioni | · Rust · Ayache · Bibard · Bijotat · Brisson 79’ · Jeannol · Lacombe · Lemoult · Rohr · Xuereb 87’ · Zanon · A disposizione: · Cubaynes 87’ · Garande 79’ · Sénac · Thouvenel · Touré · Bensoussan |
| Picerni | Allenatori | Michel |

## Podio
| 2º posto Brasile | Campione olimpico di calcio maschile Francia 1º titolo | 3º posto Jugoslavia |

| Pos | Squadra    | Formazione |
| --- | ---------- | --- |
|     | Francia    | William Ayache, Michel Bensoussan, Michel Bibard, Dominique Bijotat, François Brisson, Patrick Cubaynes, Patrice Garande, Philippe Jeannol, Guy Lacombe, Jean-Claude Lemoult, Jean-Philippe Rohr, Albert Rust, Didier Sénac, Jean-Christophe Thouvenel, José Touré, Daniel Xuereb, Jean-Louis Zanon. All. Henri Michel. |
|     | Brasile    | Ademir, André Luís, Chicão, Mílton Cruz, Davi, Dunga, Gilmar Popoca, Gilmar Rinaldi, Kita, Luís Henrique, Mauro Galvão, Paulo Santos, Pinga, Ronaldo, Silvinho, Tonho, Luiz Carlos Winck. All. Jair Picerni. |
|     | Jugoslavia | Mirsad Baljić, Mehmed Baždarević, Vlado Čapljić, Borislav Cvetković, Stjepan Deverić, Marko Elsner, Milko Ǵurovski, Nenad Gračan, Tomislav Ivković, Srečko Katanec, Branko Miljuš, Mitar Mrkela, Jovica Nikolić, Ivan Pudar, Ljubomir Radanović, Admir Smajić, Dragan Stojković. All. Ivan Toplak.                      |

## Classifica marcatori
5 reti
- Xuereb
- Cvetković
- Deverić

4 reti
- Gilmar Popoca

3 reti
- Mitchell
- Brisson
- Bommer
- Nikolić

2 reti
- Dunga
- Soliman
- Rahn
- Schreier
- Saeed
- Fanna
- Vignola (2 rigori)
- Vaadal
- Al-Muhannadi
- Davis

1 rete
- Abdullah
- Kita
- Ronaldo
- Silvinho
- Bahoken
- Mfédé
- Milla
- Gray
- Vrablic
- Baeza
- Santis
- Coronado
- Rivers
- Gadallah
- Khatib
- Sayed
- Bijotat
- Garande
- Jeannol
- Lacombe
- Lemoult

- Bockenfeld
- Brehme
- Mill
- Shihab
- Serena
- Baljić
- Gračan (1 rigore)
- Radanović
- Merry
- Ahlsen
- Thompson
- Willrich